# Nhà nước Bhopal
Nhà nước Bhopal (phiên âm: [bʱoːpaːl]; tiếng Hindi: भोपाल रियासत; tiếng Anh: Bhopal State) là một nhà nước phiên thuộc trên tiểu lục địa Ấn Độ vào thế kỷ XVIII, từ năm 1818 đến 1947, ký kết liên minh phụ với Vương quốc Anh và trở thành phiên vương quốc của Ấn Độ thuộc Anh, các nhà cai trị của Bhopal nhận vinh dự được chào mừng bằng 19 tiếng súng trong các nghi lễ.
Nhà nước được thành lập vào năm 1707 bởi Dost Mohammad Khan, một người lính Pashtun trong quân đội Đế quốc Mogul, người đã trở thành lính đánh thuê sau cái chết của Hoàng đế Aurangzeb và sáp nhập một số lãnh thổ vào thái ấp của mình. Bhopal sau đó được đặt dưới quyền cai trị của Nizam Hyderabad vào năm 1723 ngay sau khi thành lập. Năm 1737, Đế quốc Maratha đánh bại Đế quốc Mogul và Nawab của Bhopal trong Trận Bhopal, và bắt đầu nhận triều cống từ Bhopal. Sau thất bại của người Marathi trong Chiến tranh Anh-Maratha lần thứ ba, Bhopal trở thành phiên quốc lớn thứ 2 ở tiểu lục địa Ấn Độ được cai trị bởi người Hồi Giáo, chỉ xếp sau Phiên quốc Hyderabad. Nhà nước này bị sáp nhập vào Liên minh Ấn Độ vào năm 1949. Năm 1901, nhà nước Bhopal có dân số 665.961 người và doanh thu trung bình là 25.000.000 Rs.

## Thành lập
Nhà nước Bhopal được thành lập bởi Dost Mohammad Khan (1672–1728), một người lính pashtun trong Quân đội Đế quốc Mogul. Sau cái chết của hoàng đế Aurangzeb, Khan bắt đầu cung cấp dịch vụ lính đánh thuê cho một số thủ lĩnh địa phương ở khu vực Malwa bất ổn về chính trị. Năm 1709, ông thuê bất động sản Berasia. Sau cái chết của các nữ vương cai trị công quốc Rajput của Mangalgarh và vương quốc Gond của Rani Kamlapati, Khan đã chiếm đoạt các lãnh thổ này. Ông cũng sáp nhập một số lãnh thổ khác ở Malwa.
Vào đầu những năm 1720, Khan đã thành lập thành phố Bhopal biến nó thành một thành trì kiên cố và ông lấy tước hiệu là Nawab. Khan trở nên thân thiết với anh em Sayyid, những kẻ buôn vua bán chúa có ảnh hưởng lớn trong triều đình Đế quốc Mogul. Sự ủng hộ của Khan đối với Sayyid đã khiến ông gây thù với Nizam-ul-Mulk, người đã xâm lược Bhopal vào tháng 03/1724, buộc Khan phải nhượng lại phần lớn lãnh thổ của mình, đưa con trai mình làm con tin và chấp nhận quyền thống trị của Nizam Nhà nước Hyderabad.
Dost Mohammad Khan và triều đại Pashtun Orakzai của ông đã mang Hồi giáo ảnh hưởng lên văn hóa và kiến trúc của Bhopal. Ngoài thành phố Bhopal, vốn là thủ đô của vương triều, Dost Mohammad Khan cũng cải tạo pháo đài Jagdishpur gần đó và đổi tên thành Islamnagar. Tuy nhiên, Dost Mohammad đã phải chịu thất bại, sau cái chết của Khan vào năm 1728, nhà nước Bhopal vẫn nằm dưới ảnh hưởng của triều đại Orakzai.
Năm 1737, quân đội Maratha dưới sự lãnh đạo của Peshwa Baji Rao I, đã đánh bại lực lượng của Đế quốc Mogul và Nawab của Bhopal trong trận Bhopal. Sau chiến thắng của người Marathi, Bhopal nằm dưới quyền thống trị của Đế quốc Maratha với tư cách là một nhà nước bán tự trị và duy trì như vậy cho đến Chiến tranh Anh-Maratha lần thứ ba năm 1818.
Con trai và là người kế vị của Dost Mohammad Khan, Nawab Yar Mohammad Khan (1728-1742), đã chuyển thủ đô từ Bhopal đến Islamnagar. Tuy nhiên, người kế vị của ông, Nawab Faiz Muhammed Khan (1742–1777), đã chuyển thủ đô trở lại Bhopal, nơi sẽ vẫn là thủ phủ của Nhà nước Bhopal cho đến khi nó sụp đổ vào năm 1949. Faiz Muhammad Khan là một người sống ẩn dật nặng tính tôn giáo, và nhà nước được cai trị một cách hiệu quả bởi người mẹ kế có ảnh hưởng của ông là Mamola Bai.
Nhà nước trở thành một lãnh thổ bảo hộ của Anh vào năm 1818 sau Chiến tranh Anh-Maratha lần thứ ba và vẫn được cai trị bởi hậu duệ của Dost Mohammad Khan cho đến năm 1949, khi nó bị Liên minh Ấn Độ sáp nhập sau một cuộc nổi dậy chống lại triều đại cầm quyền.